# Cefmenoxime
Cefmenoxime là một loại kháng sinh cephalosporin thuộc thế hệ thứ ba.